# Campionati nordici di lotta 2009
I campionati nordici di lotta 2009 si sono svolti a Oskarshamn, in Svezia, il 1 agosto 2009.

## Podi

### Lotta greco-romana
| Evento        | Oro              | Argento            | Bronzo           |
| Fino a 55 kg  | Jonni Laulainen  | Emil Sundberg      | Anders Rønningen |
| Fino a 60 kg  | Stig André Berge | Jarkko Ala-Huikku  | Håkan Nyblom     |
| Fino a 66 kg  | Mathias Günther  | Marko Tuomela      | Tero Välimäki    |
| Fino a 74 kg  | Robert Rosengren | Henri Välimäki     | Joakim Aardalen  |
| Fino a 84 kg  | Fisnik Zahiti    | Lennie Persson     | Fredrik Schön    |
| Fino a 96 kg  | Heiki Nabi       | Rami Hietaniemi    | Jesper Viholt    |
| Fino a 120 kg | Jalmar Sjöberg   | Sebastian Lönnborn | ----             |